# Vince Wilfork
(en) Statistiques sur pro-football-reference
Vincent Lamar Wilfork, né le 4 novembre 1981 à Boynton Beach, est un joueur américain de football américain évoluant au poste de defensive tackle. Sélectionné par les Patriots de la Nouvelle-Angleterre au premier tour de la draft 2004 de la NFL, il passe onze saisons sous ce maillot, remporte les Super Bowl XXXIX et XLIX avec la franchise. Considéré comme l'un des meilleurs joueurs à son poste, il est nommé au Pro Bowl à cinq reprises dans sa carrière en 2007, 2009, 2010, 2011 et 2012.

## Biographie

### Carrière universitaire
Vince Wilfork joue pour les Hurricanes de Miami de 2001 à 2003.

### Carrière professionnelle

#### Patriots de la Nouvelle-Angleterre
Les Patriots de la Nouvelle-Angleterre sélectionnent Vince Wilfork en 21e position lors de la draft 2004 de la NFL. Lors de sa première saison dans la ligue, il a un temps de jeu considérable pour un débutant, partageant la place de nose tackle avec le vétéran Keith Traylor. Wilfork est cependant le titulaire lors du Super Bowl XXXIX qu'il remporte avec les Patriots dès sa première saison dans la ligue.
Vince Wilfork s'impose à son poste et les Patriots libère Traylor, faisant débuter toutes les rencontres de la saison 2005 par le jeune Wilfork. Il termine la saison avec un total de 54 plaquages. De nouveau régulier la saison suivante, il manque trois rencontres mais termine tout de même avec 50 plaquages.
Après s'être imposé dans le Massachusetts, Wilfork prouve lors de la saison 2007 qu'il est l'un des meilleurs joueurs de la ligue à son poste. Il est sélectionné pour la première fois de sa carrière au Pro Bowl et est nommé dans la deuxième meilleure équipe de la NFL. Il est sanctionné quatre fois par la National Football League lors de cette saison, pour des gestes violents et une conduite anti-sportive.

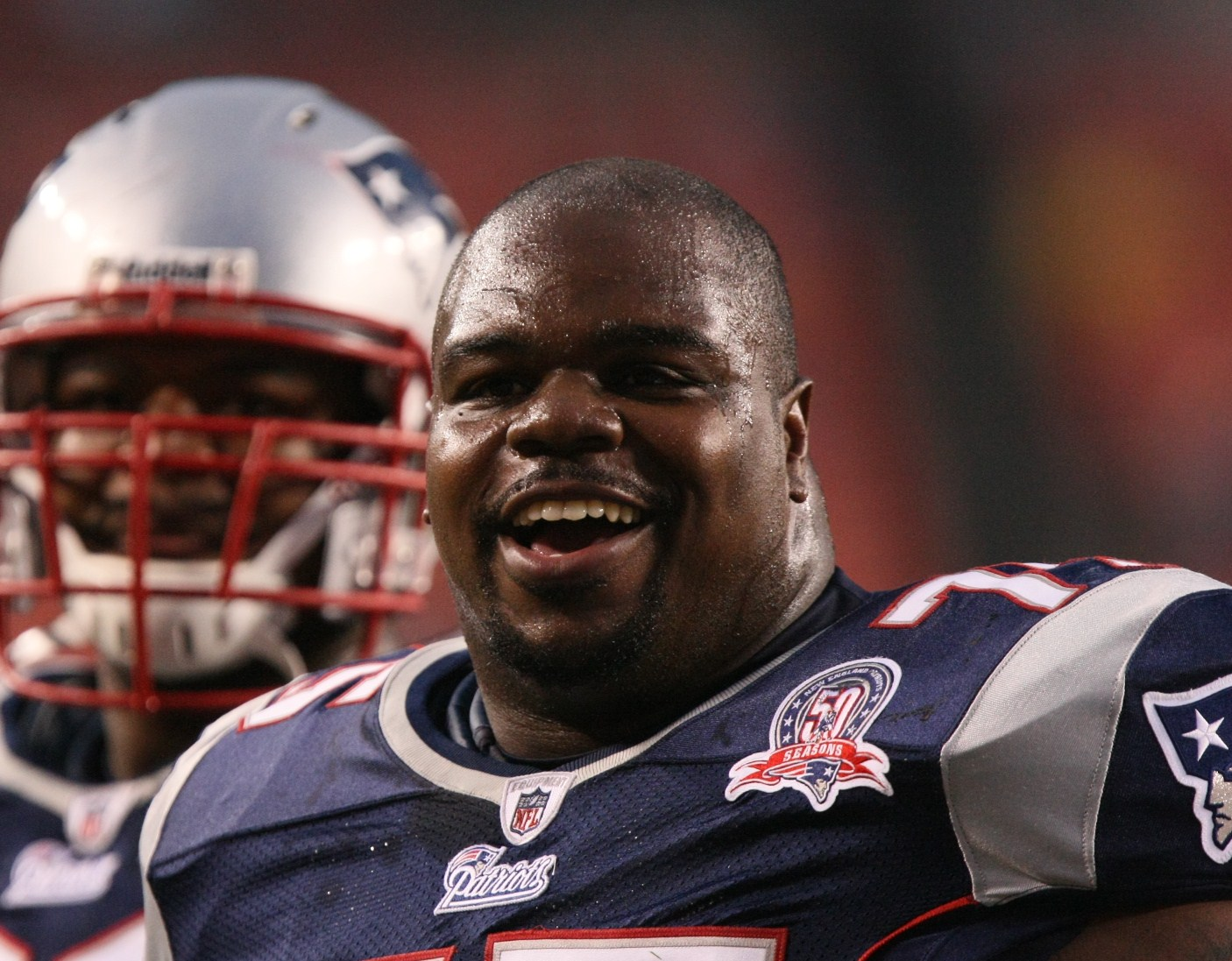
Vince Wilfork sous le maillot des Patriots.

En 2008, Wilfork doit rencontrer le commissaire de la ligue Roger Goodell après avoir frappé Jay Cutler à la tête d'un coup de coude. Après avoir discuté avec le commissaire, il n'est sanctionné que d'une amende. Il termine la saison avec un record de 66 plaquages et est nommé capitaine de la défense des Patriots par ses coéquipiers pour la première fois. Il reste capitaine de l'équipe jusqu'à son départ.
En août 2009, Wilfork est nommé dans l'équipe des 50 ans de la franchise des Patriots. Mécontent de ne pas avoir reçu un nouveau contrat, il manque un événement organisé par les Pats pour montrer son désaccord. Il est néanmoins présent tout le reste de la saison, jouant 13 rencontres. Il se blesse à la cheville en fin de saison mais est présent pour la rencontre éliminatoire contre les Ravens de Baltimore que les Patriots perdent.
Son contrat expirant à la fin de la saison 2009, Wilfork est libre de signer où il le souhaite. Les Patriots souhaitent le garder, il place sur lui un franchise tag afin de le protéger et de pouvoir lui faire signer un contrat pendant l'été. Le 5 mars 2009, Vince Wilfork paraphe un contrat de cinq ans pour 40 millions de dollars dont 25 millions garantis.
Après la troisième semaine de compétition de la saison 2010, le joueur est déplacé au poste de defensive end pour plusieurs rencontres. Dès lors, il joue aux deux postes, selon les schémas défensifs. Il commence tous les matchs de la saison et termine avec 57 plaquages.
Lors de la saison 2011, Wilfork réalise la première interception de sa carrière en deuxième semaine contre les Chargers de San Diego et leur quarterback Philip Rivers. Deux semaines plus tard, il attrape sa deuxième interception, cette fois-ci contre les Raiders d'Oakland. Il inscrit son premier touchdown en carrière contre les Redskins de Washington lors de la quatorzième semaine de compétition. À la fin de la saison, il est de nouveau sélectionné pour le Pro Bowl.
En 2012, Wilfork termine avec 48 plaquages et 3 sacks. Ses performances lui permettent d'être choisi dans la meilleure équipe de la saison pour la seule et unique fois de sa carrière. Il est également sélectionné au Pro Bowl pour la quatrième fois consécutivement et la dernière de sa carrière.
Lors de la quatrième semaine de la saison 2013, contre les Falcons d'Atlanta, Wilfork se blesse au talon d’Achille droit et manque le reste de la saison. Après la fin de la saison, il signe un nouveau contrat de trois ans pour un total de 22,5 millions de dollars.
Ayant retrouvé toutes ses capacités physiques après sa blessure, Vince Wilfork contribue fortement à la saison 2014 des Patriots et leur série de victoires jusqu'à la dernière au Super Bowl XLIX lui permettant d'obtenir la deuxième bague de champion de sa carrière. Les Patriots déclinent leur option de troisième année de contrat et libère Wilfork en fin de saison, faisant de lui un agent libre. Vince Wilfork a donc remporté un Super Bowl lors de sa première et de sa dernière saison avec les Patriots de la Nouvelle-Angleterre.

#### Texans de Houston
Le 16 mars 2015, dix jours après avoir été relâché par les Patriots de la Nouvelle-Angleterre, Wilfork signe un contrat de deux ans avec les Texans de Houston. Il commence toutes les rencontres de la saison 2015. Après une nouvelle année sous le maillot des Texans en 2016, terminée en match éliminatoire, il devient de nouveau agent libre et déclare qu'il va probablement prendre sa retraite sportive.

## Palmarès
- Vainqueur des Super Bowl XXXIX et XLIX avec les Patriots de la Nouvelle-Angleterre
- Sélectionné au Pro Bowl en 2007, 2009, 2010, 2011 et 2012
- Meilleure équipe de la saison 2012
- Deuxième meilleure équipe de la saison en 2007, 2010, 2011
- Sélectionné dans la meilleure équipe de l'histoire des Patriots lors du 50e anniversaire de la franchise
- Vainqueur du BCS National Championship Game 2001

## Statistiques
| Année  | Équipe   | MJ     |       | Plaquages | Plaquages | Plaquages | Plaquages |       | Interceptions | Interceptions | Interceptions | Interceptions |  | Fumbles | Fumbles |
| Année  | Équipe   | MJ     | Total | Seul      | Ast.      | Sacks     | Nb.       | Yards | Déf.          | TD            | Nb.           | Rec.          |  |         |         |
| 2004   | Patriots | 16     | 42    | 27        | 15        | 2         | 0         | 0     | 3             | 0             | 0             | 2             |  |         |         |
| 2005   | Patriots | 16     | 54    | 40        | 14        | 0,5       | 0         | 0     | 1             | 0             | 0             | 1             |  |         |         |
| 2006   | Patriots | 13     | 50    | 40        | 10        | 1         | 0         | 0     | 1             | 0             | 0             | 1             |  |         |         |
| 2007   | Patriots | 16     | 48    | 36        | 12        | 2         | 0         | 0     | 2             | 0             | 0             | 1             |  |         |         |
| 2008   | Patriots | 16     | 66    | 45        | 21        | 2         | 0         | 0     | 1             | 0             | 0             | 0             |  |         |         |
| 2009   | Patriots | 13     | 43    | 31        | 13        | 0         | 0         | 0     | 3             | 0             | 1             | 0             |  |         |         |
| 2010   | Patriots | 16     | 57    | 46        | 11        | 2         | 0         | 0     | 2             | 0             | 0             | 1             |  |         |         |
| 2011   | Patriots | 16     | 52    | 29        | 23        | 3,5       | 2         | 47    | 5             | 0             | 1             | 2             |  |         |         |
| 2012   | Patriots | 16     | 48    | 29        | 19        | 3         | 0         | 0     | 6             | 0             | 3             | 4             |  |         |         |
| 2013   | Patriots | 4      | 9     | 4         | 5         | 0         | 0         | 0     | 0             | 0             | 0             | 0             |  |         |         |
| 2014   | Patriots | 16     | 53    | 28        | 25        | 0         | 1         | 1     | 2             | 0             | 0             | 0             |  |         |         |
| 2015   | Texans   | 16     | 22    | 6         | 16        | 0         | 0         | 0     | 0             | 0             | 0             | 0             |  |         |         |
| 2016   | Texans   | 15     | 21    | 9         | 12        | 0         | 0         | 0     | 1             | 0             | 0             | 0             |  |         |         |
| Totaux | Totaux   | Totaux | 565   | 370       | 195       | 16        | 3         | 78    | 27            | 0             | 5             | 12            |  |         |         |

| Année  | Équipe   | MJ     |       | Plaquages | Plaquages | Plaquages | Plaquages |       | Interceptions | Interceptions | Interceptions | Interceptions |  | Fumbles | Fumbles |
| Année  | Équipe   | MJ     | Total | Seul      | Ast.      | Sacks     | Nb.       | Yards | Déf.          | TD            | Nb.           | Rec.          |  |         |         |
| 2004   | Patriots | 3      | 3     | 2         | 1         | 0         | 0         | 0     | 0             | 0             | 0             | 0             |  |         |         |
| 2005   | Patriots | 2      | 7     | 5         | 2         | 0,5       | 0         | 0     | 0             | 0             | 0             | 0             |  |         |         |
| 2006   | Patriots | 3      | 13    | 11        | 2         | 0         | 0         | 0     | 0             | 0             | 0             | 1             |  |         |         |
| 2007   | Patriots | 3      | 16    | 10        | 6         | 0         | 0         | 0     | 1             | 0             | 0             | 0             |  |         |         |
| 2009   | Patriots | 1      | 13    | 9         | 4         | 0         | 0         | 0     | 0             | 0             | 0             | 0             |  |         |         |
| 2010   | Patriots | 1      | 5     | 5         | 0         | 0         | 0         | 0     | 0             | 0             | 0             | 0             |  |         |         |
| 2011   | Patriots | 3      | 12    | 7         | 5         | 2,5       | 0         | 0     | 0             | 0             | 0             | 0             |  |         |         |
| 2012   | Patriots | 2      | 6     | 2         | 4         | 0         | 0         | 0     | 0             | 0             | 0             | 0             |  |         |         |
| 2014   | Patriots | 3      | 6     | 4         | 2         | 0         | 0         | 0     | 0             | 0             | 0             | 0             |  |         |         |
| 2015   | Texans   | 1      | 3     | 2         | 1         | 0         | 0         | 0     | 0             | 0             | 0             | 0             |  |         |         |
| 2016   | Texans   | 2      | 1     | 0         | 1         | 0         | 0         | 0     | 0             | 0             | 0             | 0             |  |         |         |
| Totaux | Totaux   | Totaux | 85    | 54        | 31        | 3         | 0         | 0     | 1             | 0             | 0             | 1             |  |         |         |